# Saint-Jean-de-Védas
Saint-Jean-de-Védas är en kommun i departementet Hérault i regionen Occitanien i södra Frankrike. Kommunen ligger i kantonen Montpellier 8e Canton som tillhör arrondissementet Montpellier. År 2022 hade Saint-Jean-de-Védas 13 300 invånare.

## Befolkningsutveckling
Antalet invånare i kommunen Saint-Jean-de-Védas
Referens:INSEE